# Шульц, Пауль
Пауль Шульц (5 февраля 1898 г., Штеттин — 31 августа 1963 г., Лайхинген) — немецкий военный, активист нацистской партии. Наиболее известен как лидер Чёрного рейхсвера в 1920-х годах.

## Ранние годы
Шульц поступил в унтер-офицерское училище в Потсдаме в 1912 году. Несколько раз раненный во время Первой мировой войны, он получил звание лейтенанта весной 1918 года.
После окончания войны Шульц вступил в Freikorps. Он участвовал в боях в Прибалтике в составе батальона Бруно Эрнста Бухрукера. В рейхсвере он стал адъютантом Бухрукера и получил звание оберлейтенанта. За поддержку капповского путча в марте 1920 года Шульц и Бухрукер были уволены из армии.

## Чёрный рейхсвер
Шульц был восстановлен министерством рейхсвера по частному контракту в составе так называемого Чёрного рейхсвера. Это была военизированная организация в Веймарской республике, которая использовалась для обеспечения дополнительных кадровых резервов рейхсвера в нарушение Версальского договора. Шульцу было поручено создать в Кюстрине рабочий отряд. В конце 1922 года Шульц переехал в Wehrkreis (военный округ) III в Берлине, где создал другие рабочие группы для Чёрного рейхсвера. Во время Кюстринского путча 1 октября 1923 года Шульц был арестован, но в конечном итоге ему не было предъявлено обвинение.
Затем Шульц стал руководить «организацией Feme» в Пруссии. В этом качестве он спланировал и организовал убийства левых политиков и других предполагаемых «врагов Рейха» членами Чёрного рейхсвера. В марте 1925 года Шульц был арестован за подстрекательство к нескольким убийствам. Привлеченный к суду, 26 марта 1927 года он был приговорен к смертной казни. Незадолго до запланированной казни президент Пауль фон Гинденбург в феврале 1928 года заменил смертный приговор Шульцу пожизненным заключением. В глазах значительной части немецкого правого крыла он имел репутацию мученика. Находясь в тюрьме, Шульц контактировал с многочисленными политиками правого крыла, включая Грегора Штрассера из нацистской партии. В мае 1928 года 12 вновь избранных нацистских членов рейхстага выступили за его освобождение. В октябре 1930 года была объявлена политическая амнистия, и Шульц получил свободу. Он вступил в нацистскую партию 24 октября 1930 года и был назначен в Organisationsabteilung (Организационный отдел) в штаб-квартире партии в Мюнхене, который возглавлял Грегор Штрассер.

## Карьера в нацистской партии
Хотя Шульц не был членом СА, он был временно назначен исполняющим обязанности лидера SA-Восток в апреле 1931 года. Ему было поручено реорганизовать Берлинскую СА после путча Штеннеса, в подавлении которого Шульц сыграл активную роль. Шульц снова поставил мятежную Берлинскую СА под контроль партийного руководства и покинул свой пост в конце мая.
Вернувшись в организацию Штрассера, он был назначен главой отдела трудовой повинности (Arbeitsdienstpflichtamt), которому в октябре 1931 года было поручено создать прототип партийной системы трудовой службы. Шульц очень скоро наладил тёплую личную дружбу и прочные рабочие отношения со Штрассером. Обладая многочисленными контактами в армии, на государственной службе и в промышленности, он часто служил посредником Штрассера для влиятельных людей вне партии, включая генерала Курта фон Шлейхера и канцлера Генриха Брюнинга. В апреле 1932 года Шульц был избран членом прусского ландтага.
Летом 1932 года Штрассер инициировал серию организационных реформ, направленных на консолидацию и централизацию партийной структуры, установив дополнительный уровень надзора за гауляйтерами. Штрассер стремился улучшить организационный контроль над партией перед предстоящими выборами в рейхстаг Германии. 15 июня 1932 года Шульц был назначен на новую должность Reichsinspekteur I, в его обязанности входило наблюдение за пятью новыми Landesinspekteurs, каждый из которых контролировал от одного до пяти гау. Роберт Лей был назначен вторым рейхсинспектором, ответственным за ещё пять ландесинспекторов. Таким образом, Шульц за относительно короткое время достиг высшего уровня в партийной иерархии. Однако срок его пребывания в должности оказался недолгим.
8 декабря 1932 года Штрассер подал в отставку с поста рейхсорганизационслейтера в результате крупного политического спора с Гитлером о будущем направлении развития партии. Стремясь искоренить наследие Штрассера, Гитлер издал указ о полной отмене недавних административных реформ. Должности Landesinspekteur и Reichsinspekteur были упразднены. Гитлер временно принял на себя обязанности рейхсорганизационслейтера, а Лей стал начальником штаба. Шульц, тесно связанный со Штрассером, последовал за ним в отставку. 

## «Ночь длинных ножей» и более поздняя жизнь
30 июня 1934 года во время Ночи длинных ножей покровитель Шульца Грегор Штрассер был убит вместе с десятками противников Гитлера. Шульца арестовали и доставили в штаб-квартиру гестапо. Затем его вывезли в лес Груневальд за пределами Потсдама, недалеко от деревни Зеддинер-Зе, где ему выстрелили в спину. Шульц, тяжело раненный, упал на землю и притворился мёртвым. Когда убийцы отвернулись, чтобы принести брезент, чтобы убрать тело, Шульц убежал в лес и скрылся. В течение следующих нескольких дней он прятался у друга, который, выступая в качестве посредника, получил гарантию защиты от Гитлера в обмен на отъезд Шульца из Германии. Шульц уехал в Швейцарию 20 июля 1934 года и занимался там бизнесом. Позже он переехал в Афины в 1935 году, а в 1940 году в Будапешт. После войны Шульц вернулся в Западную Германию. Он был активным бизнесменом и в конечном итоге возглавил завод строительной техники в Нойштадт-ан-дер-Вайнштрасе. В 1963 году он умер в Лайхингене.